# Svenska inhemska teatern
Svenska inhemska teatern grundades 1894 i Finland och var den första teatern med enbart inhemska skådespelare och finlandssvenska som scenspråk. 
Ensemblen bestod till en början av Hjalmar Lange, Oscar Krabbe-Rosqvist och Felix Jungell, som alla genomgått Dramatiska föreningens elevskola och tillsammans stod för initiativet; som ledare tillkallades Anton Franck. Truppen uppförde den 19 augusti 1894 på Vesterkulla gård i Ingå Minna Canths Inbrottsstölden, som uppges ha varit den första friluftsteaterföreställningen i Finland. Den verkliga premiären för teatern ägde rum i Hangö, där Charleys tant spelades för en större publik. Truppen fortsatte till Ekenäs, Tammerfors och de österbottniska städerna och slog sig mot slutet av året ned i Åbo, som blev den fasta punkten. Där togs truppen om hand av lyceilektorn Gustaf Cygnaeus och hans maka, den rikssvenska skådespelaren Mina Backlund-Cygnaeus. 
Svenska inhemska teatern fick statsunderstöd 1896, men därefter uteblev stödet några år, då verksamheten tillfälligt måste nedläggas. August Arppe ledde teatern 1899–1903 och 1912–1914. Repertoaren var omväxlande och gedigen, och även ekonomin förbättrades småningom. Bland de kvinnliga artisterna märktes den unga Mia Backman, Alma Berglund, Nanna Scherschakow, Beat-Sofi Granqvist och Anni Pitkänen (sedermera Sundman). Teaterns främsta manliga kraft var Konrad Tallroth. Sedan några sångkunniga artister, bland andra Adolf Niska och Dagmar Edelberg, anslutit sig, togs Glada änkan och andra operetter upp på repertoaren. Teaterns turnéverksamhet stöddes 1913–1919 av Svenska teaterföreningen i Finland, som organiserade de av Nicken Rönngren och Mina Backlund-Cygnaeus planerade turnéerna på två avdelningar och stod för verksamheten utanför Åbo. 
År 1919 uppgick Svenska inhemska teatern i Åbo Svenska Teater.